# Phổ Vinh
Phổ Vinh là một phường thuộc thị xã Đức Phổ, tỉnh Quảng Ngãi, Việt Nam.

## Địa lý
Phường Phổ Vinh nằm ở phía đông thị xã Đức Phổ, có vị trí địa lý:
- Phía đông giáp Biển Đông
- Phía tây giáp phường Phổ Hòa và phường Phổ Minh
- Phía nam giáp xã Phổ Cường và xã Phổ Khánh
- Phía bắc giáp phường Phổ Quang.

Phường Phổ Vinh có diện tích 15,52 km², dân số là 8.683 người, mật độ dân số đạt 559 người/km².

## Lịch sử
Sau năm 1945, Phổ Vinh là một xã thuộc huyện Đức Phổ.
Từ năm 1954 đến năm 1958, chính quyền Sài Gòn đổi tên xã Phổ Vinh thành xã Phổ Thành thuộc quận Đức Phổ. Chính quyền cách mạng vẫn gọi xã Phổ Thành là xã Phổ Vinh như cũ.
Sau năm 1975, xã Phổ Vinh thuộc huyện Đức Phổ.
Ngày 10 tháng 1 năm 2020, Ủy ban Thường vụ Quốc hội ban hành Nghị quyết số 867/NQ-UBTVQH14 về việc sắp xếp các đơn vị hành chính cấp huyện, cấp xã thuộc tỉnh Quảng Ngãi (nghị quyết có hiệu lực từ ngày 1 tháng 2 năm 2020). Theo đó, thành lập phường Phổ Vinh thuộc thị xã Đức Phổ trên cơ sở toàn bộ 15,52 km² diện tích tự nhiên và 8.683 người của xã Phổ Vinh.